# Charlton Athletic Football Club
Maillots
Actualités
Le Charlton Athletic Football Club est un club anglais de football fondé en 1905.
Le club est basé dans le district royal de Greenwich, situé dans le Grand Londres.

## Repères historiques
Le club est fondé le 9 juin 1905 par des adolescents. Charlton Athletic progresse lentement à travers des compétitions locales (Lewisham, Southern Suburban puis London Leagues) jusqu'à la Première Guerre mondiale. 
Le club adopte le statut professionnel en 1920 et adhère à la Southern League, puis rejoint la League en 1921 en D3-Sud. Les Addicks sont promus pour la première fois en D1 de la League en 1936 et s'y maintiennent jusqu'en 1957. Le club retrouve l'élite du football anglais lors de la saison 1998-1999 et de nouveau entre 2000 et 2007 avant de descendre de deux divisions en trois ans.
Après avoir passé trois ans en EFL League One (de 2009 à 2012), Charlton remonte en EFL Championship (deuxième division anglaise). À fin de la saison 2015-2016, Charlton est relégué en EFL Football League One (troisième division anglaise), où il reste trois saisons. À l'issue de la saison 2018-2019, il est de nouveau promu de nouveau en EFL Championship.
À l'issue de la saison 2019-2020, le club est de nouveau relégué en EFL League One (troisième division anglaise).
À l'issue de la saison 2024-2025, le club est promu en EFL Championship (deuxième division anglaise).

## Palmarès et records
- Championnat d'Angleterre
  - Vice-champion (1) : 1937
  - Troisième (1) : 1939

- Coupe d'Angleterre
  - Vainqueur (1) : 1947
  - Finaliste (1) : 1946

- Championnat d'Angleterre de deuxième division
  - Champion (1) : 2000
  - Vice-champion (2) : 1936 et 1986

- Championnat d'Angleterre de troisième division
  - Champion (3) : 1929, 1935 et 2012

- Full Members Cup
  - Finaliste (1) : 1987

## Joueurs et personnalités du club

### Entraîneurs
Le tableau suivant présente la liste des entraîneurs du club depuis 1920.
| Rang | Nom                   | Période              |
| ---- | --------------------- | -------------------- |
| 1    | Walter Rayner         | juin 1920-mai 1925   |
| 2    | Alex MacFarlane       | mai 1925-janv. 1928  |
| 3    | Albert Lindon         | janv. 1928-juin 1928 |
| 4    | Alex MacFarlane       | juin 1928-déc. 1932  |
| 5    | Albert Lindon         | déc. 1932-mai 1933   |
| 6    | Jimmy Seed            | mai 1933-sept. 1956  |
| 7    | David Clark (intérim) | sept. 1956           |
| 8    | Jimmy Trotter         | sept. 1956-oct.1961  |
| 9    | David Clark (intérim) | oct.1961-nov. 1961   |
| 10   | Frank Hill            | nov. 1961-août 1965  |
| 11   | Bob Stokoe            | août 1965-sept. 1967 |
| 12   | Eddie Firmani         | sept. 1967-mars 1970 |
| 13   | Theo Foley            | mars 1970-avr. 1974  |
| 14   | Les Gore (intérim)    | avr. 1974-mai 1974   |
| 15   | Andy Nelson           | mai 1974-mars 1980   |
| 16   | Mike Bailey           | mars 1980-juin 1981  |
| 17   | Alan Mullery          | juin 1981-juin 1982  |

| Rang | Nom                      | Période              |
| ---- | ------------------------ | -------------------- |
| 18   | Ken Craggs               | juin 1982-nov. 1982  |
| 19   | Lennie Lawrence          | nov. 1982-juil. 1991 |
| 20   | Alan Curbishley          | juil. 1991-juin 1995 |
|      | Steve Gritt              | juil. 1991-juin 1995 |
| 21   | Alan Curbishley          | juin 1995-mai 2006   |
| 22   | Iain Dowie               | mai 2006-nov. 2006   |
| 23   | Les Reed                 | nov. 2006-déc. 2006  |
| 24   | Alan Pardew              | déc. 2006-nov. 2008  |
| 25   | Phil Parkinson           | nov. 2008-janv. 2011 |
| 26   | Keith Peacock (intérim)  | janv. 2011           |
| 27   | Chris Powell             | janv. 2011-mars 2014 |
| 28   | José Riga                | mars 2014-mai 2014   |
| 29   | Bob Peeters              | mai 2014-janv. 2015  |
| 30   | Damian Matthew (intérim) | janv. 2015           |
|      | Ben Roberts (intérim)    | janv. 2015           |
| 31   | Guy Luzon                | janv. 2015-oct. 2015 |
| 32   | Karel Fraeye             | oct. 2015-janv. 2016 |

| Rang | Nom                       | Période             |
| ---- | ------------------------- | ------------------- |
| 33   | José Riga                 | janv. 2016-2016     |
| 34   | Russell Slade             | 2016-nov.2016       |
| 35   | Kevin Nugent (intérim)    | nov.2016            |
| 36   | Karl Robinson             | nov.2016-mars 2018  |
| 37   | Lee Bowyer (intérim)      | mars 2018-sept.2008 |
| 38   | Lee Bowyer                | sept.2018-mars 2021 |
| 39   | Johnnie Jackson (intérim) | mars 2021           |
| 40   | Nigel Adkins              | mars 2021-oct. 2021 |
| 41   | Johnnie Jackson           | oct. 2021-mai 2022  |
| 42   | Ben Garner                | juin 2022-déc. 2022 |
| 43   | Anthony Hayes             | déc. 2022           |
| 44   | Dean Holden               | déc. 2022-août 2023 |
| 45   | Michael Aplleton          | sep. 2023-          |

### Effectif actuel
Le 11 août 2025
| N° | Nat.                      | Poste | Nom du joueur       |
| -- | ------------------------- | ----- | ------------------- |
| 1  | Drapeau de la Belgique    | G     | Thomas Kaminski     |
| 2  | Drapeau de l'Angleterre   | D     | Kayne Ramsay        |
| 3  | Drapeau de l'Angleterre   | D     | Macaulay Gillesphey |
| 4  | Drapeau de l'Angleterre   | D     | Alex Mitchell       |
| 5  | Drapeau de l'Angleterre   | D     | Lloyd Jones         |
| 6  | Drapeau de l'Irlande      | M     | Conor Coventry      |
| 7  | Drapeau de la Jamaïque    | A     | Tyreece Campbell    |
| 8  | Drapeau de l'Angleterre   | M     | Luke Berry          |
| 9  | Drapeau du Maroc          | A     | Gassan Ahadme       |
| 10 | Drapeau de l'Écosse       | M     | Greg Docherty       |
| 11 | Drapeau de l'Angleterre   | A     | Miles Leaburn       |
| 12 | Drapeau du pays de Galles | M     | Terry Taylor        |
| 13 | Drapeau de la Jamaïque    | A     | Kaheim Dixon        |
| 14 | Drapeau de l'Angleterre   | M     | Sonny Carey         |
| 16 | Drapeau de l'Écosse       | D     | Josh Edwards        |

| No. | Nat.                    | Position | Nom du joueur         |
| --- | ----------------------- | -------- | --------------------- |
| 17  | Drapeau de la Jamaïque  | D        | Amari'i Bell          |
| 18  | Drapeau de la Jamaïque  | M        | Karoy Anderson        |
| 20  | Drapeau de l'Angleterre | D        | Zach Mitchell         |
| 21  | Drapeau de l'Australie  | G        | Ashley Maynard-Brewer |
| 22  | Drapeau de l'Angleterre | A        | Isaac Olaofe          |
| 23  | Drapeau des États-Unis  | A        | Charlie Kelman        |
| 24  | Drapeau de l'Angleterre | A        | Matt Godden           |
| 25  | Drapeau de l'Angleterre | G        | Will Mannion          |
| 26  | Drapeau de l'Angleterre | M        | Joe Rankin-Costello   |
| 29  | Drapeau de Sierra Leone | A        | Daniel Kanu           |
| 30  | Drapeau de l'Écosse     | M        | Rob Apter             |
| 32  | Drapeau de l'Angleterre | D        | Reece Burke           |
| 33  | Drapeau de l'Angleterre | A        | Micah Mbick           |
| 37  | Drapeau de l'Angleterre | M        | Ibrahim Fullah        |
| 41  | Drapeau de l'Angleterre | M        | Harvey Knibbs         |

### Prêtés à autres clubs
| N° | Nat.                 | Poste | Nom du joueur                    |
| -- | -------------------- | ----- | -------------------------------- |
| 19 | Drapeau de l'Ouganda | D     | Nathan Asiimwe (à AFC Wimbledon) |

| No. | Nat.                    | Position | Nom du joueur               |
| --- | ----------------------- | -------- | --------------------------- |
| —   | Drapeau de l'Angleterre | D        | Toby Bower (at Farnborough) |

### Joueurs emblématiques
Joueur de l'année
| Année | Gagnant          |
| ----- | ---------------- |
| 1971  | Paul Went        |
| 1972  | Keith Peacock    |
| 1973  | Arthur Horsfield |
| 1974  | John Dunn        |
| 1975  | Richie Bowman    |
| 1976  | Derek Hales      |
| 1977  | Mike Flanagan    |
| 1978  | Keith Peacock    |
| 1979  | Keith Peacock    |
| 1980  | Les Berry        |
| 1981  | Nicky Johns      |
| 1982  | Terry Naylor     |

| Année | Gagnant        |
| ----- | -------------- |
| 1983  | Nicky Johns    |
| 1984  | Nicky Johns    |
| 1985  | Mark Aizlewood |
| 1986  | Mark Aizlewood |
| 1987  | Bob Bolder     |
| 1988  | John Humphrey  |
| 1989  | John Humphrey  |
| 1990  | John Humphrey  |
| 1991  | Rob Lee        |
| 1992  | Simon Webster  |
| 1993  | Stuart Balmer  |
| 1994  | Carl Leaburn   |

| Année | Gagnant        |
| ----- | -------------- |
| 1995  | Richard Rufus  |
| 1996  | John Robinson  |
| 1997  | Andy Petterson |
| 1998  | Mark Kinsella  |
| 1999  | Mark Kinsella  |
| 2000  | Richard Rufus  |
| 2001  | Richard Rufus  |
| 2002  | Dean Kiely     |
| 2003  | Scott Parker   |
| 2004  | Dean Kiely     |
| 2005  | Luke Young     |
| 2006  | Darren Bent    |

| Année | Gagnant          |
| ----- | ---------------- |
| 2007  | Scott Carson     |
| 2008  | Matt Holland     |
| 2009  | Nicky Bailey     |
| 2010  | Christian Dailly |
| 2011  | José Semedo      |
| 2012  | Chris Solly      |
| 2013  | Chris Solly      |
| 2014  | Diego Poyet      |
| 2015  | Jordan Cousins   |
| 2016  | Jordan Cousins   |
| 2017  | Ricky Holmes     |
| 2018  | Jay DaSilva      |

| Année | Gagnant             |
| ----- | ------------------- |
| 2019  | Lyle Taylor         |
| 2020  | Dillon Phillips     |
| 2021  | Jake Forster-Caskey |
| 2022  | George Dobson       |
| 2023  | Jesurun Rak-Sakyi   |

Autres joueurs emblématiques
- John Hewie
- Madjid Bougherra
- Talal El Karkouri
- Shaun Bartlett
- Claus Jensen
- Chris Powell
- Clive Mendonca
- /  Kevin Lisbie
- Scott Minto

## Partenariat
Un partenariat lie le club de Charlton Athletic avec l'ASEC Mimosas depuis mai 2006 : Charlton peut bénéficier des joueurs formés à l'académie.